# Innendruck
Unter einem Innendruck versteht man den Eigendruck, den ein Stoff bzw. ein System auf seine Umgebung ausübt, indem er eine Ausdehnung seiner selbst anstrebt. Das wichtigste Beispiel für einen Innendruck ist der Sättigungsdampfdruck, welcher jeder Flüssigkeit und jedem Feststoff zu eigen ist. Der Systembegriff ist hierbei jedoch sehr weit gefasst und so handelt es sich beispielsweise auch bei Kabinendruck, Kesseldruck, Werkzeuginnendruck und Reifendruck um Innendrücke.
Der Gegenspieler eines Innendrucks ist der Außendruck, der von außen auf das System einwirkt und dessen Verdichtung anstrebt.